# Ha jön az álom…
Ha jön az álom… – debiutancki album studyjny zespołu Pál Utcai Fiúk, wydany w roku 1990 na płycie winylowej i kasecie magnetofonowej.
W 1997 roku ukazało się pierwsze wznowienie na płycie kompaktowej nakładem Auto Foto, a w 2009 drugie nakładem Megadó Kiadó.

## Lista utworów
1. „Régi Évek” (Gábor Leskovics) - 4:47
2. „Vér És Szerelem” (Gábor Leskovics) – 5:19
3. „Csak Úgy Csinál” (Tibor Firningel/Gábor Leskovics) – 4:53
4. „Tedd A Dolgodat” (Gábor Leskovics/György Turjánszki)  – 4:37
5. „Nehéz Idők” (Gábor Leskovics) – 6:13
6. „Utolsó Év” (Gábor Leskovics) ;– 2:50
7. „Nincs Menedék” (Gábor Leskovics) – 5:40
8. „Hideg Napok” ((Tibor Firningel/Gábor Leskovics)  – 4:27
9. „Ha Jön Az Álom...” (Tamás Bárány/Tibor Firningel/Gábor Leskovics) – 8:28
10. „Az Idegen” (Gábor Leskovics) – 2:50

## Twórcy
- György Turjánszki – gitara basowa, perkusja, syntezator, śpiew
- Tibor Zelenák – perkusja
- Ernő Papp – gitara, śpiew
- Tamás Eőry – saksofon, śpiew
- Anikó Potondi - śpiew
- Gábor Leskovics - gitara, śpiew, harmonijka ustna

Gościnnie
- Tamás Kovács i Ruzsonyi Balázs - syntezator

realizacja
- György Siklós i Tamás Kovács - miks, produkcja i realizacja[1][2]